# Elgonidium mountkenyanum
Elgonidium mountkenyanum – gatunek chrząszcza z rodziny nakwiatkowatych i podrodziny Tomoderinae.
Gatunek ten został opisany w 2008 roku przez Dimitrego Telnova na podstawie okazów ze stoków góry Kenii, od której nadano mu epitet gatunkowy.
Chrząszcz o ciele długości 2,45 mm (u holotypu), barwy żółtawej do pomarańczowobrązowej. Budowa podobna jak u E. aberdareum. Czułki mają trzonki dwukrotnie dłuższe niż szersze. Przedplecze podzielone jest na przedni i tylny płat głębokim przewężeniem o brzegach nieząbkowanych. Szerokość przedniego płata przekracza dwukrotność szerokości przewężenia, a płat tylny jest wyraźnie węższy niż przedni. Na przednim płacie brak podłużnego żeberko lub jest krótsze niż ⅓ długości płata. Punktowanie wierzchu przedplecza jest prawie niewidoczne. Tylna krawędź ostatniego widocznego sternitu odwłoka u samca jest szeroko zaokrąglona.
Owad afrotropikalny, znany wyłącznie z Kenii. Spotykany na wysokości około 1900 m n.p.m..